# A Tale of Two Cities
A Tale of Two Cities (Brasil: Uma história em duas cidades / Portugal: Um Conto de Duas Cidades) é um romance histórico de autoria de Charles Dickens lançado em 1859, que trata de temas como culpa, vergonha e retribuição. A principal fonte para Dickens escrever o livro com fundo histórico é The French Revolution (A Revolução Francesa), de Thomas Carlyle. A narrativa é extraordinariamente dependente da correspondência como meio de avançar o fluxo de acontecimentos, e apesar de não ser uma obra epistolográfica no sentido definido por Les Liaisons Dangereuses (Ligações Perigosas) de Pierre Choderlos de Laclos, percebe-se rapidamente que a troca de correspondências forma um centro impulsionador para a maior parte do desenvolvimento da narrativa. O livro cobre o período entre 1775 e 1793, da Independência americana até o meio do período da Revolução francesa.
- Wikisource